# Cratere Kári
Kári è un cratere sulla superficie di Callisto.